# La Fermentation des esprits
La Fermentation des esprits (en russe: Brojenie oumov) est une nouvelle d'Anton Tchekhov, parue en 1884.

## Historique
La Fermentation des esprits est initialement publiée dans la revue russe Les Éclats, no 24, du 16 juin 1884, signée Antocha Tchékhonté. Le titre initial, refusé par la censure, était L’Agitation des esprits.

## Résumé
Potchéchikhine et Optimov marchent sur la place surchauffée de leur petite ville. Ils s’arrêtent pour regarder un vol d’étourneaux se poser dans le jardin du Diacre. Ils font des commentaires sur les oiseaux et sur l’endroit où ils se sont posés.
Trois passantes, les voyant faire, s’arrêtent à leur tour et regardent la maison du Diacre. Que se passe-t-il ? À leur tour, un paysan, des ouvriers et le pompier dans la tour de guet regardent. Les voisins ne voyant plus le pompier dans la tour pensent qu’il y a un feu, on appelle les pompiers.
Potchéchikhine et Optimov cherchent à comprendre pourquoi cet attroupement. Une personne se fait marcher sur le pied. Quelqu’un comprend écrasé. Une autre reprend que l’on a écrasé un homme. Le pompier veut de l’eau, il n’y en a pas, des chevaux, impossible le commandant des pompiers les a pris pour raccompagner sa tante. La foule grandit et se disperse dès qu’elle entend un orgue de barbarie à la taverne du coin. 
Ce soir-là, même le fonctionnaire Danilitch écrit un rapport aux autorités : grâce à son action énergique, et avec le concours des fonctionnaires, l'attroupement a été dispersé et les coupables sont sous les verrous.

## Édition française
- La Fermentation des esprits, traduit par Madeleine Durand et André Radiguet (révisé par Lily Denis), in Œuvres I, Paris, Éditions Gallimard, coll. « Bibliothèque de la Pléiade » no 197, 1968  (ISBN 978-2-07-0105-49-6).